# James Tully (Politiker)
James (Jim) Tully (* 18. September 1915 in Carlanstown bei Kells im County Meath; † 20. Mai 1992) war ein irischer Gewerkschafter, stellvertretender Vorsitzender der irischen Labour Party und hatte verschiedene Ministerämter in der irischen Regierung.
Tully ging in Carlanstown und Meath zur Schule. Er war Mitglied (Teachta Dála) des irischen Unterhauses Dáil Éireann für Meath. Nachdem die irische Labour Party eine Koalition mit der christdemokratischen Fine Gael einging, wurde er 1973 Minister for Local Government. In seiner Zeit wurde er zum einen dafür bekannt, dass die Ausgaben für staatlich geförderten Sozialwohnungsbau schlagartig anstiegen, und dafür, dass er verantwortlich dafür war, die Wahlkreise so neu zu ziehen, dass die Regierung im Amt bleiben würde (Gerrymandering). Seine Strategie war so berüchtigt, dass sie als Tullymandering in die irische Geschichte einging und sorgte maßgeblich dafür, dass die Wähler die Regierung bei der Wahl 1977 eine erdrutschartige Niederlage beibrachten. Nachdem die Wahlen 1981 glücklicher für Labour/Fine Gael ausgingen, nahm er von 1981 bis zum Scheitern der Koalition 1982 das Amt des irischen Verteidigungsministers ein. 1982 erlitt er schwere Gesichtsverletzungen, als er neben Anwar as-Sadat stand, als dieser ermordet wurde. Im selben Jahr zog er sich aus der Politik zurück.
Richard Mulcahy |
Cathal Brugha |
Richard Mulcahy |
Michael Collins |
William Thomas Cosgrave |
Peter Hughes |
Desmond FitzGerald |
William Thomas Cosgrave |
Frank Aiken |
Oscar Traynor |
Thomas F. O’Higgins, Sr. |
Seán Mac Eoin |
Oscar Traynor |
Seán Mac Eoin |
Kevin Boland |
Gerald Bartley |
Michael Hilliard |
James Gibbons |
Jerry Cronin |
Patrick Donegan |
Liam Cosgrave |
Oliver J. Flanagan |
Robert Molloy |
Pádraig Faulkner |
Sylvester Barrett |
James Tully |
Paddy Power |
Patrick Cooney |
Patrick O’Toole |
Michael J. Noonan |
Brian Lenihan |
Charles J. Haughey |
Brendan Daly |
Vincent Brady |
John P. Wilson |
David Andrews |
Hugh Coveney |
Seán Barrett |
David Andrews |
Michael Smith |
Willie O’Dea |
Brian Cowen |
Tony Killeen |
Éamon Ó Cuív |
Alan Shatter |
Enda Kenny |
Simon Coveney |
Enda Kenny |
Leo Varadkar |
Simon Coveney |
Micheál Martin |
Simon Harris
William Thomas Cosgrave |
Ernest Blythe |
Séamus Bourke |
Richard Mulcahy |
Seán Ó Ceallaigh |
Patrick Ruttledge |
Éamon de Valera |
Seán MacEntee |
Timothy J. Murphy |
William Norton |
Michael Keyes |
Patrick Smith |
Patrick O’Donnell |
Patrick Smith |
Neil Blaney |
Kevin Boland |
Robert Molloy |
James Tully |
Sylvester Barrett |
Ray Burke |
Peter Barry |
Ray Burke |
Dick Spring |
Liam Kavanagh |
John Boland |
Pádraig Flynn |
John P. Wilson |
Rory O’Hanlon |
Michael Smith |
Brendan Howlin |
Noel Dempsey |
Martin Cullen |
Dick Roche |
John Gormley |
Éamon Ó Cuív |
Phil Hogan |
Alan Kelly |
Simon Coveney |
Eoghan Murphy |
Darragh O’Brien
| Personendaten    | Personendaten             |
| ---------------- | ------------------------- |
| NAME             | Tully, James              |
| ALTERNATIVNAMEN  | Tully, Jim                |
| KURZBESCHREIBUNG | irischer Politiker        |
| GEBURTSDATUM     | 18. September 1915        |
| GEBURTSORT       | Carlanstown, County Meath |
| STERBEDATUM      | 20. Mai 1992              |